# Montefioremolen
De Montefioremolen (Hebreeuws: טחנת הרוח) is een windmolen in Jeruzalem, die door de Brits-Joodse bankier en filantroop Moses Montefiore in 1857 op een helling tegenover de westelijke stadsmuren van Jeruzalem werd gebouwd. Drie jaar later werd er ook door zijn inspanningen de nieuwe Joodse wijk Mishkenot Sha'ananim gebouwd. Jeruzalem maakte in die tijd deel uit van het Ottomaanse Rijk. Vandaag de dag dient de molen als museum. De windmolen is door de Nederlandse molenmaker Willem Dijkstra en de Britse molenmaker Vincent Pargeter samen met het Nederlandse bouwbedrijf Lont in 2012 gerestaureerd. De molen kreeg toen in de stijl van de originele windmolen een nieuwe kap met een windroos met zes vanen voor het automatisch kruien en zelfzwichting op de roeden. Sindsdien is de molen weer maalvaardig.
De molen heeft twee maalkoppels. Het spoorwiel drijft de twee steenrondsels aan en een derde rondsel dat de rest van de apparatuur aandrijft. Verder heeft de molen een luiwerk en een vang.
Montefiore bouwde de molen met fondsen uit het landgoed van de Amerikaanse Jood, Judah Touro. Deze had Montefiore aangewezen als de uitvoerder van zijn wilsbeschikking. Montefiore vermeldt in zijn dagboeken (1875) dat hij de molen 18 jaar eerder had gebouwd op het landgoed van 'Kerem-Moshe ve-Yehoodit '(letterlijk 'de boomgaard van Mozes en Judith') en dat er twee andere nabijgelegen windmolens, eigendom van Grieken, waren bijgebouwd. Het project droeg de kenmerken van de 19e-eeuwse ambachtelijke opleving en was gericht op het industrialiseren van de Jisjoev.
De molen werd ontworpen door de Holman Brothers, molenmakers in Canterbury, Kent. De stenen voor de molen kwamen van een steengroeve uit de omgeving. De muur was aan de basis 91 cm en bovenaan 50 cm dik. De oorspronkelijk romp was bijna 15,24 m hoog, maar werd verhoogd, waardoor de wat afwijkende vorm, van onderen recht omhoog, ontstond. Onderdelen voor de molen werden naar Jaffa verscheept en vervolgens door kamelen naar Jeruzalem gebracht. In zijn oorspronkelijke vorm had de molen een kap in de stijl van de molens in Kent en vier wieken. Een zelfkruimechanisme kruide de kap van de molen op de wind. De molen dreef twee maalkoppels, builen, wanmolens voor het schonen van de tarwe en andere machines aan 
De bouw van de molen was onderdeel van een breder programma om de Joden in Palestina zelfvoorzienend te laten worden. Ook bouwde Montefiore een drukpers en een textielfabriek en heeft hij bijgedragen aan de financiering van de landbouwkolonies. Hij probeerde het land voor de joden te kopen, maar werd hierin gehinderd door de Ottomaanse voorwaarden op de verkoop van grond aan niet-moslims.
De molen was bij gebrek aan wind geen succes. Door de windomstandigheden in Jeruzalem kon de molen niet continu draaien. Er waren waarschijnlijk niet meer dan 20 maaldagen per jaar met voldoende krachtige wind. Een andere reden voor het falen van de molen was een technologische. De maalkoppels waren ontworpen voor het malen van de Europese zachte tarwe, dat voor het vermalen minder windenergie nodig heeft dan de rond Jeruzalem verbouwde harde tarwe. Toch bleef de molen gedurende bijna twee decennia in werking tot de bouw van de eerste door stoom aangedreven molen in 1878 in Jeruzalem.
Aan het eind van de 19e eeuw raakte de molen in onbruik. Pas in de jaren 1930 werd de molen door het Britse Mandaat samen met de autoriteiten van de Pro-Jeruzalem Society cosmetisch hersteld. Tijdens deze decoratieve restauratie werden niet-functionele vaste roeden aan de bovenkant van de molen geplaatst. In de loop der jaren verslechterde de toestand van de molen weer en werd naar aanleiding van de hereniging van Jeruzalem in de Zesdaagse Oorlog een nieuwe cosmetische restauratie uitgevoerd, waarbij een decoratieve bronzen kap op de romp werd geplaatst. In 2012 werden deze decoratieve elementen verwijderd en werd de molen gerestaureerd volgens de plannen van het origineel in 1857 (die zich in het British Library bevinden).

## Restauratie in 2012
De molen werd in 2012 gerestaureerd als onderdeel van de viering van de 60e verjaardag van de stichting van Israël. De restauratiekosten bedroegen 1,25 miljoen dollar. De Nederlandse Stichting Christenen voor Israël heeft zich ingezet voor de restauratie. Een model van Davison's Mill, de windmolen van Stelling Minnis, gebouwd door Thomas Richard Holman, werd tijdelijk naar Nederland gebracht om fondsen te werven voor de restauratie. Molenmaker Willem Dijkstra bouwde de vloeren, de wieken, de kap en de machines in zijn werkplaats in Sloten in samenwerking met het Nederlandse bouwbedrijf Lont en de Britse molenmaker Vincent Pargeter. De bovenas werd gegoten en bewerkt door Sanders' IJzergieterij en Machinefabriek BV in Goor. De onderdelen werden vervolgens verscheept naar Israël en ter plaatse opgebouwd Dijkstra, zijn familie en werknemer gingen tijdelijk naar Israël om bij de restauratie te helpen, De kap en wieken werden op 25 juli 2012 op hun plaats gehesen, en de molen draaide voor het eerst weer op 6 augustus 2012. De eerste zak meel werd in mei 2013 gemalen.

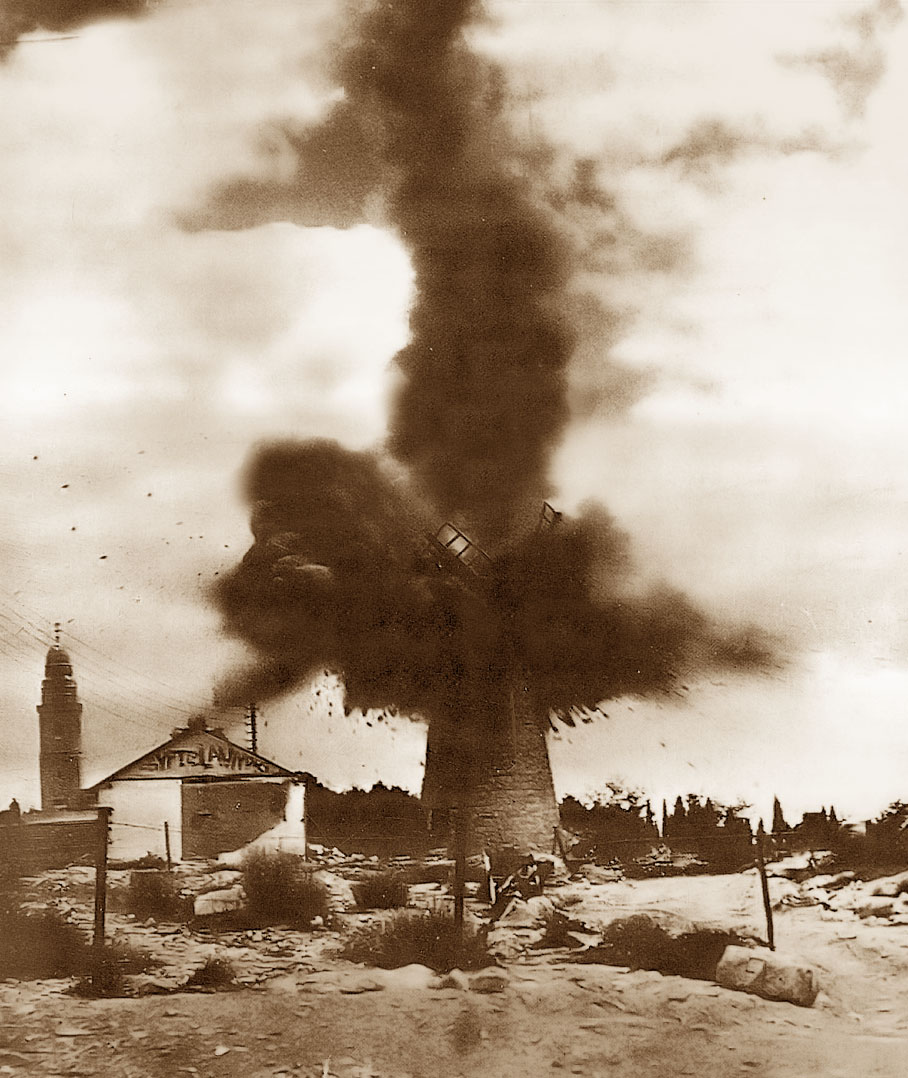
Het opblazen van de molen door de Britten in 1948
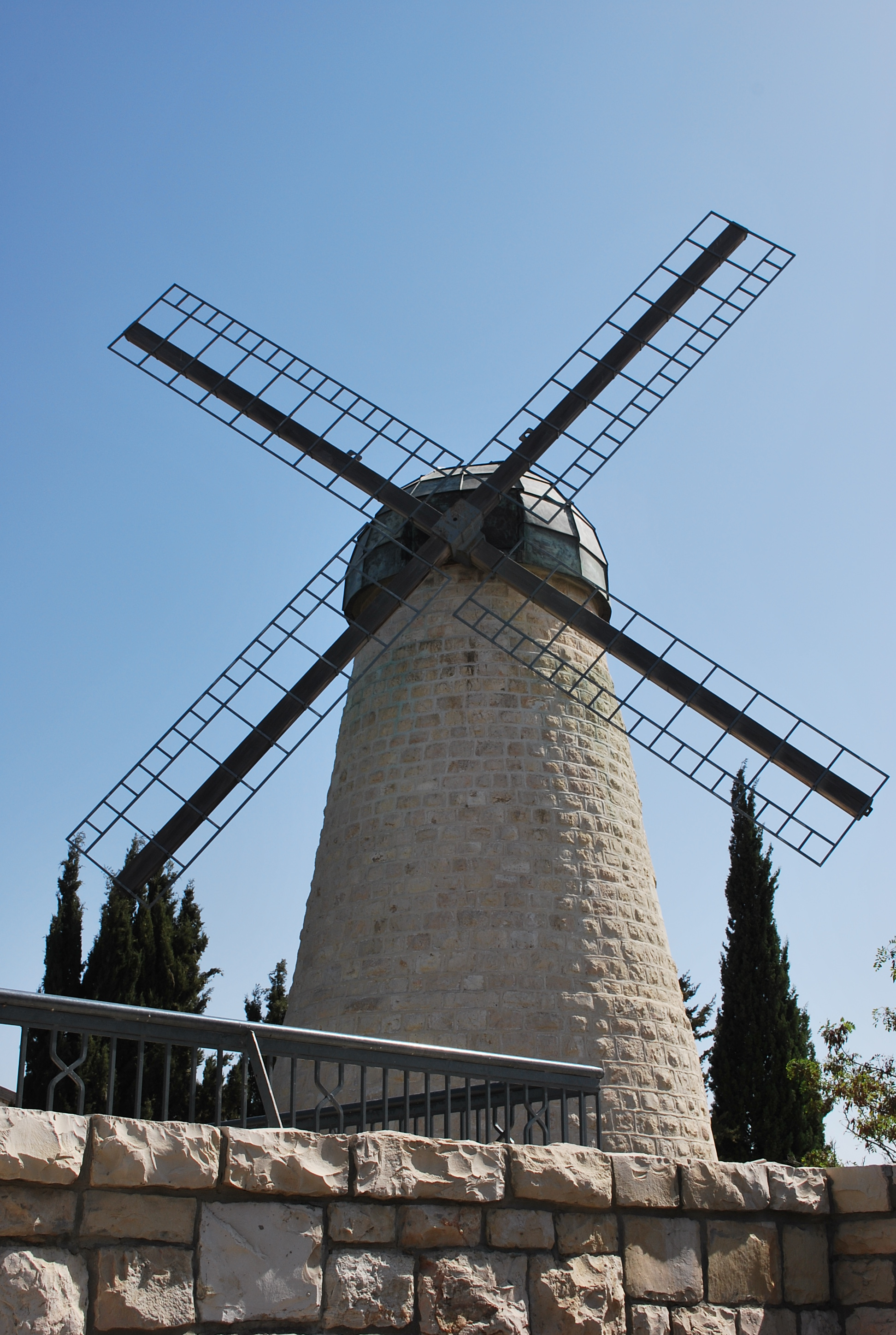
Molen van voor 2012 met bronzen kap en niet functionerende wieken
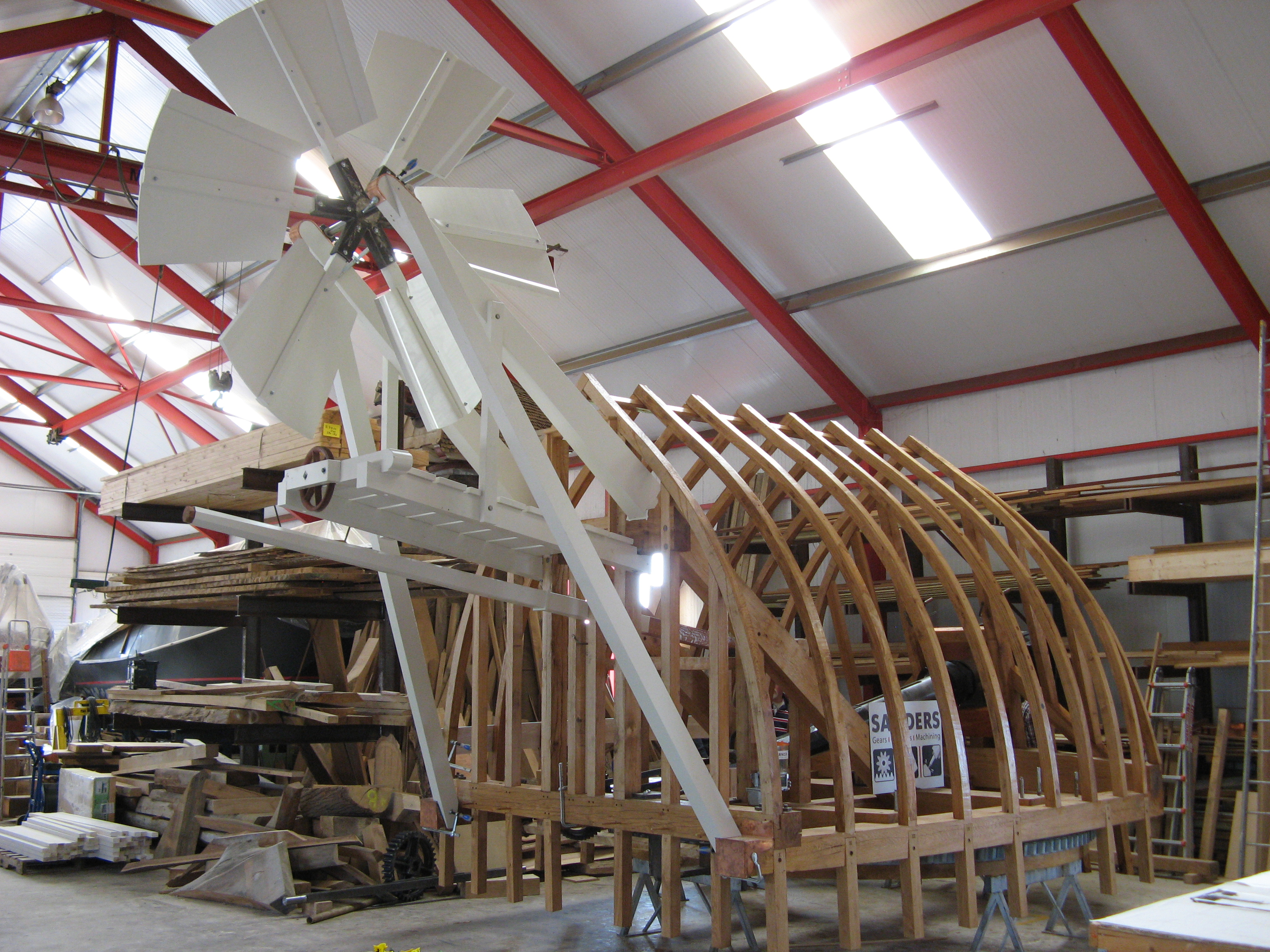
Kap in Sloten
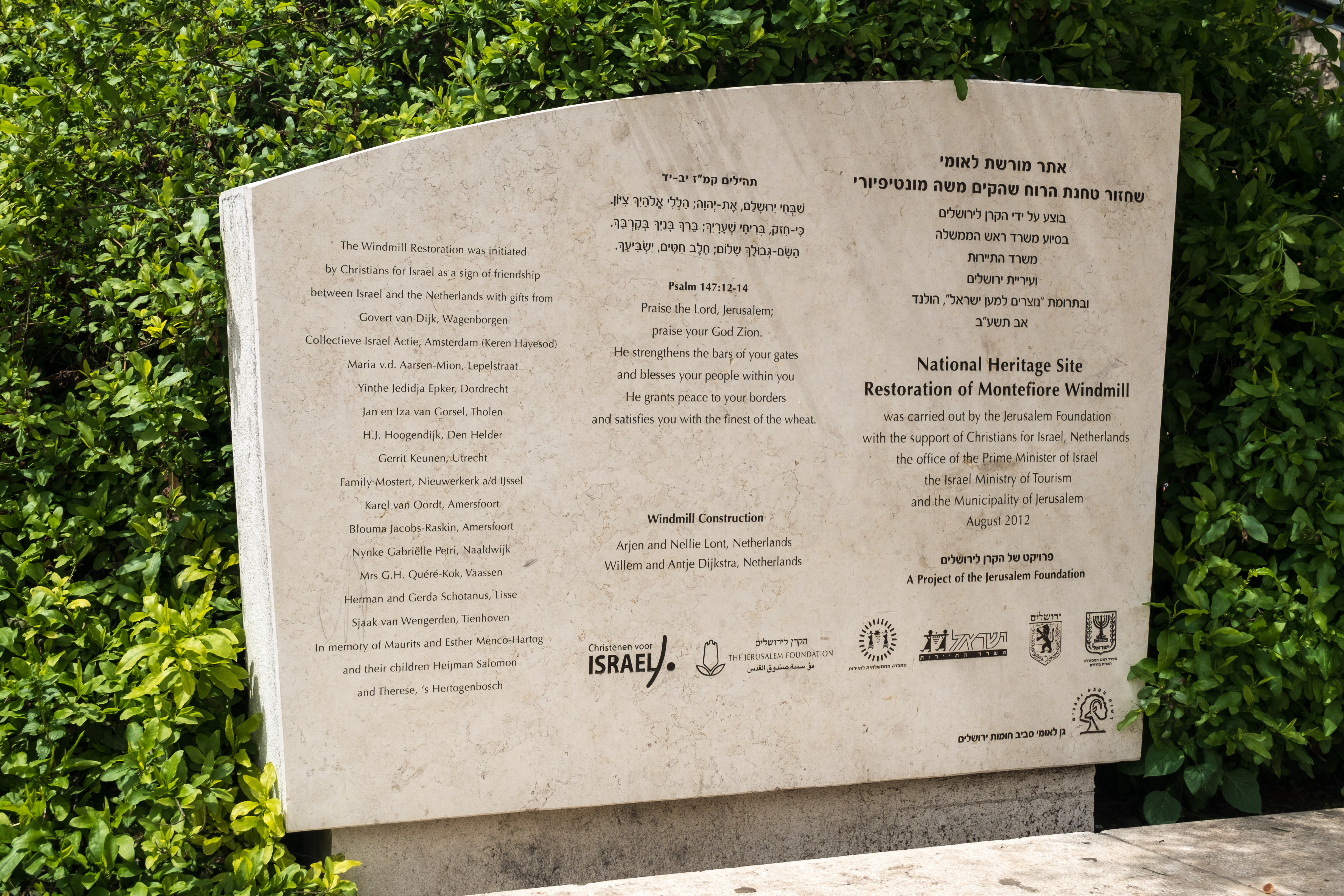
Informatiebord